# Скотт, Кристофер
Кристофер Гэвин Скотт (нем. Christopher Gavin Scott; родился 7 июня 2002, Реккельвиц) — немецкий футболист, полузащитник клуба «Антверпен».

## Клубная карьера
Уроженец Реккельвица, Кристофер выступал за молодёжные команды «Виктория (Кёльн)» и «Байер 04». В январе 2020 года перешёл в «Баварию». 10 апреля 2021 года дебютировал в основном составе «Баварии» в матче немецкой Бундеслиги против берлинского «Униона», выйдя на замену Тиагу Данташу на 82-й минуте.
Летом 2022 года перешёл в клуб чемпионата Бельгии Антверпен, подписав контракт до лета 2026 года.
В последний день летнего трансферного окна 2023 года вернулся в Германию, отправившись в аренду в клуб Второй Бундеслиги «Ганновер 96» на один год с опцией выкупа.

## Карьера в сборной
Выступал за сборные Германии до 15, до 16, до 17 и до 19 лет.

## Личная жизнь
Родился в Германии в семье выходцев из Ганы.